# Marathon City
Marathon City is een plaats (village) in de Amerikaanse staat Wisconsin en valt bestuurlijk gezien onder Marathon County.

## Demografie
Bij de volkstelling in 2000 werd het aantal inwoners vastgesteld op 1640. In 2006 is het aantal inwoners door het United States Census Bureau geschat op 1572, een daling van 68 (-4,1%).

## Geografie
Volgens het United States Census Bureau beslaat de plaats een oppervlakte van 5,3 km², geheel bestaande uit land.

## Plaatsen in de nabije omgeving
De onderstaande figuur toont nabijgelegen plaatsen in een straal van 20 km rond Marathon City.